# Ланкинен, Ялмари
Я́лмари А́рви Ла́нкинен (фин. Jalmari Arvi Lankinen; 1 февраля 1894, Санкт-Андре — 18 мая 1970, Лахти, Хяме) — финский архитектор-функционалист.

## Биография
Родился в Санкт-Андре в семье каменщика. По окончании в 1916 году Выборгского реального лицея поступил в Хельсинкский политехнический институт по специальности архитектура, окончив его 1921 году. 
Работал в архитектурном бюро Уно Ульберга, затем в 1927 году Ланкинен основал собственную фирму в Выборге, где спроектировал ряд построек: ранние относятся к неоклассицизму, а поздние, лишённые заметных элементов декора — к функционализму. Одновременно преподавал в Выборгском ремесленном училище (teollisuuskoulu) и в Выборгской школе искусств. К его характерным архитектурным приёмам относятся орнаменты: лепные фасадные и напольные.  
Увлекался фотографией. Обширный фотоархив Ланкинена, имеющий большую историческую ценность, передан в музейный фонд Финляндии.
После советско-финляндской войны (1939—1940) архитектурное бюро Ланкинена переехало в Лахти. Там 18 мая 1970 года и скончался архитектор, спроектировавший более двухсот зданий и сооружений.

## Избранные постройки
- 1928 Здание приходского дома кафедрального лютеранского собора в Выборге, ныне Дом молодёжи (ул. Димитрова, д. 5).
- 1928 Здание Выборгского финского сберегательного банка (ул. Вокзальная, д. 13).
- 1932—1936 Приёмное отделение и главный корпус психиатрической больницы в Йоутсено.
- 1932 Здание волостного управления, Выборг (Северная ул., д. 10).
- 1933 Здание муниципалитета в Руоколахти.
- 1934 Здание банка в Хийтоле.
- 1936 Здание школы Тайнионкоски в Иматре
- 1937 Здание христианско-социального центра «Тоукола» в Выборге (не сохранилась).
- 1937 Часовня в Таммисуо (разрушена; сохранились подземные помещения).
- 1937 Здание школы в Лесогорском (Школьная ул., д. 7; заброшено, в аварийном состоянии).
- 1938 Баня в районе Хиекка (ныне — Выборгский посёлок), Выборг (Гранитно-Карьерная улица, 22; работала до 80-х годов; руины снесены в 2010 г.).
- 1938 Здание школы Каукопяя в Иматре
- 1939 Гостиница Вуоксенхови в Приозерске.
- 1939 Склад и офис фирмы Starckjohann Oy (совр. BE Group) в Выборге (ул. Данилова, д.11Б ).
- 1939 Новое здание начальной школы Энсо (ныне — Светогорск)
- 1939 Больница в Йоутсено.
- 1951 Больница в Пайхколе.